# 神田有希子
神田 有希子（かんだ ゆきこ、1978年1月5日 - ）は、フリーアナウンサー、モデル。東京都出身。血液型A型。ライムライト所属。

## 人物
武蔵野女子大学短期大学部を卒業した。愛玩動物飼養管理士の資格を持つ。日産ミス・フェアレディを務めた。メディアプロジェクト21所属していたころは、レースクイーンもしていた。
現在はケーブルテレビを中心にレポーター、キャスター活動を行っている。
2009年5月1日のブログで妊娠7か月である事を公表した。同年8月13日に第1子（長女）を出産した。

## 出演番組

### 現在
- Hometown湘南（J:COM）

### 過去
- ワンダフルニャンダフル（J:COM、2004年10月 - 2009年7月）
- サイエンスチャンネル（日テレプラス）
- BSハイビジョン番組ガイド（NHK-BS）